# 가평향교
가평향교(加平鄕校)는 대한민국 경기도 가평군 가평읍에 있는 향교이다. 1986년 5월 2일 가평군의 향토문화재 제2호로 지정되었다.

## 개요
1398년(태조 7)에 현유(賢儒)의 위패를 봉안, 배향하고 지방의 중등교육과 지방민의 교화를 위해 창건되었다. 1979년에 부속건물을 신축, 보수하고 1980년에 재실(齋室)을 신축함과 동시에 전체 건물을 보수하였다. 현존하는 건물로는 대성전·명륜당·동재(東齋)·서재(西齋)·내삼문(內三門)·제기고(祭器庫) 및 기타 부속건물이 있다. 대성전에는 5성(五聖), 송조 2현(宋朝二賢), 우리나라 18현(十八賢)의 위패를 봉안하고 있다. 조선시대에는 국가로부터 전답과 토지·전적 등을 지급받아 교관이 교생을 가르쳤으나, 현재는 교육적 기능은 없어지고 봄·가을에 석전(釋奠)을 봉행(奉行)하고 있으며, 전교(典校) 1명과 수명의 장의(掌議)가 운영을 담당하고 있다. 이 향교에서는 방학 동안 명륜학당(明倫學堂)을 개설하여 지방의 중등학생들에게 전통교육 등을 실시하고 있다.

## 참고 문헌
- 가평향교 - 가평군/관광명소